# Heike Heubach
Heike Heubach (Rottweil, 14 de diciembre de 1979) es una política alemana, miembro del Partido Socialdemócrata de Alemania. Es miembro del Bundestag alemán desde marzo de 2024. Es la primera diputada sorda del Bundestag.

## Biografía

### Primeros años de vida y educación
Heubach nació en Rottweil en 1979. De 1986 a 1996 asistió a la escuela primaria y secundaria, que abandonó con su certificado de finalización de la escuela secundaria. De 1996 a 1999, Heubach asistió a la escuela de negocios y se graduó con un certificado de finalización de estudios secundarios. Luego asistió a la escuela secundaria de 2000 a 2001 y a la escuela técnica (Fachoberschule) de 2001 a 2003, donde obtuvo su título de ingreso a la escuela técnica.
De 2008 a 2011 completó su formación como empleada industrial en e.on Facility Management GmbH, donde trabajó hasta 2013. Desde 2013 hasta su ingreso en el Bundestag en 2024, trabajó en Bayernwerk. Heubach trabajó como director industrial.

### Carrera política
En noviembre de 2019, Heubach se unió al SPD  y se postuló para el ayuntamiento de Stadtberg en las elecciones locales de 2020. En febrero de 2021, fue nominada como candidata directa del SPD de Baviera en el distrito electoral de Augsburgo para las elecciones federales de 2021. Heubach recibió el 14,5% de los primeros votos y no logró llegar al parlamento en la lista del partido.
El 20 de marzo de 2024 sustituyó a Uli Grötsch en el Bundestag cuando éste dimitió. El 21 de marzo se unió a sus compañeros, que utilizaron lenguaje de señas para darle la bienvenida.
Como parlamentaria, Heubach, a diferencia de la mayoría de los demás parlamentarios, tendrá un asiento permanente en el edificio del Reichstag. Debido a las medidas previstas de accesibilidad para personas con discapacidad, cerca de ella se ubicarán intérpretes de alemán para interpretar sus discursos y sus preguntas. Cuando Heubach tenga previsto pronunciar sus propios discursos en el Bundestag, un intérprete con un micrófono se sentará junto a los taquígrafos para interpretar sus discursos y traducirlos para que otros legisladores los entiendan.
Sobre la incorporación de Heubach al Bundestag, Carolin Wagner, presidenta del grupo regional bávaro en el grupo parlamentario del SPD, afirmó: «Este es un hito para la inclusión y representación de la comunidad sorda en el Parlamento alemán». Hasta 2024, Alemania sólo había elegido representantes sordos para los cargos locales.

### Vida personal
Es la primera diputada sorda del Bundestag. Sufrió una infección del oído medio cuando era bebé y se cree que, como resultado, quedó sorda de ambos oídos. El nombre en lenguaje de señas de Heubach es el signo de la sonrisa.
Vive en Stadtbergen, en el distrito de Augsburgo. Heubach está casada y tiene dos hijos adultos.